# Dorstenia umbricola
Dorstenia umbricola là một loài thực vật có hoa trong họ Moraceae. Loài này được A.C.Sm. mô tả khoa học đầu tiên năm 1931.